# Купе-Маненгуба
Купе-Маненгуба (фр. Koupé-Manengouba) — один из 6 департаментов Юго-Западного региона Камеруна. Находится в восточной части региона, занимая площадь в 3 404 км².
Административным центром департамента является город Бангем (фр. Bangem). Граничит с департаментами: Манью (на севере), Ндиан (на северо-западе), Меме (на западе и юго-западе), Мунго (на севере и востоке), Менуа (на северо-востоке) и Лебьялем (на севере).

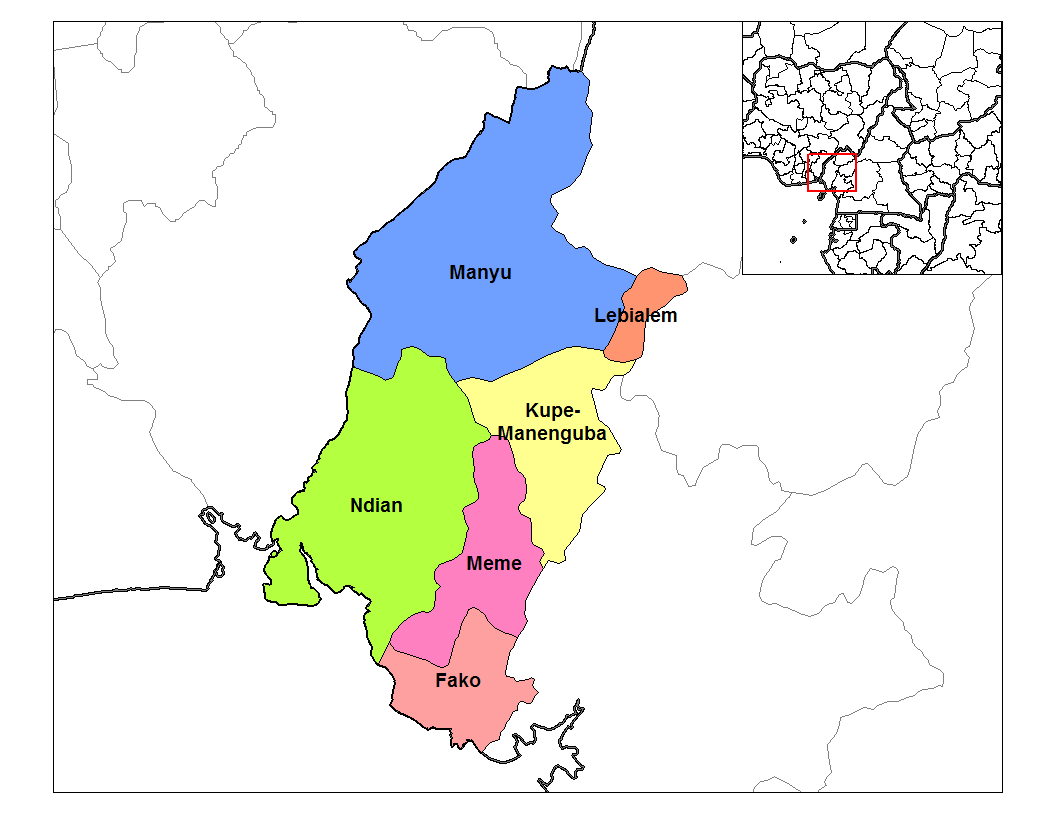
Департамент Купе-Маненгуба на карте Юго-Западного региона

## Административное деление
Департамент Купе-Маненгуба подразделяется на 3 коммуны:
1. Бангем (фр. Bangem)
2. Нгути (фр. Nguti)
3. Томбель (фр. Tombel)